# Dimarella (Dimarella) guarica
Dimarella (Dimarella) guarica is een insect uit de familie van de mierenleeuwen (Myrmeleontidae), die tot de orde netvleugeligen (Neuroptera) behoort. 
Dimarella (Dimarella) guarica is voor het eerst wetenschappelijk beschreven door Stange in Miller & Stange in 1989.